# Хюбиц
Хюбиц (нем. Hübitz) — деревня в Германии, в земле Саксония-Анхальт, входит в район Мансфельд-Зюдгарц в составе городского округа Гербштедт.
Население составляет 336 человек (на 31 декабря 2009 года). Занимает площадь 3,83 км².

## История
Поселение было основано в начале XI века.
1 января 2010 года, после проведённых реформ, Хюбиц вошёл в состав городского округа Гербштедт, в качестве района.

## Галерея

Хюбиц на карте городского округа
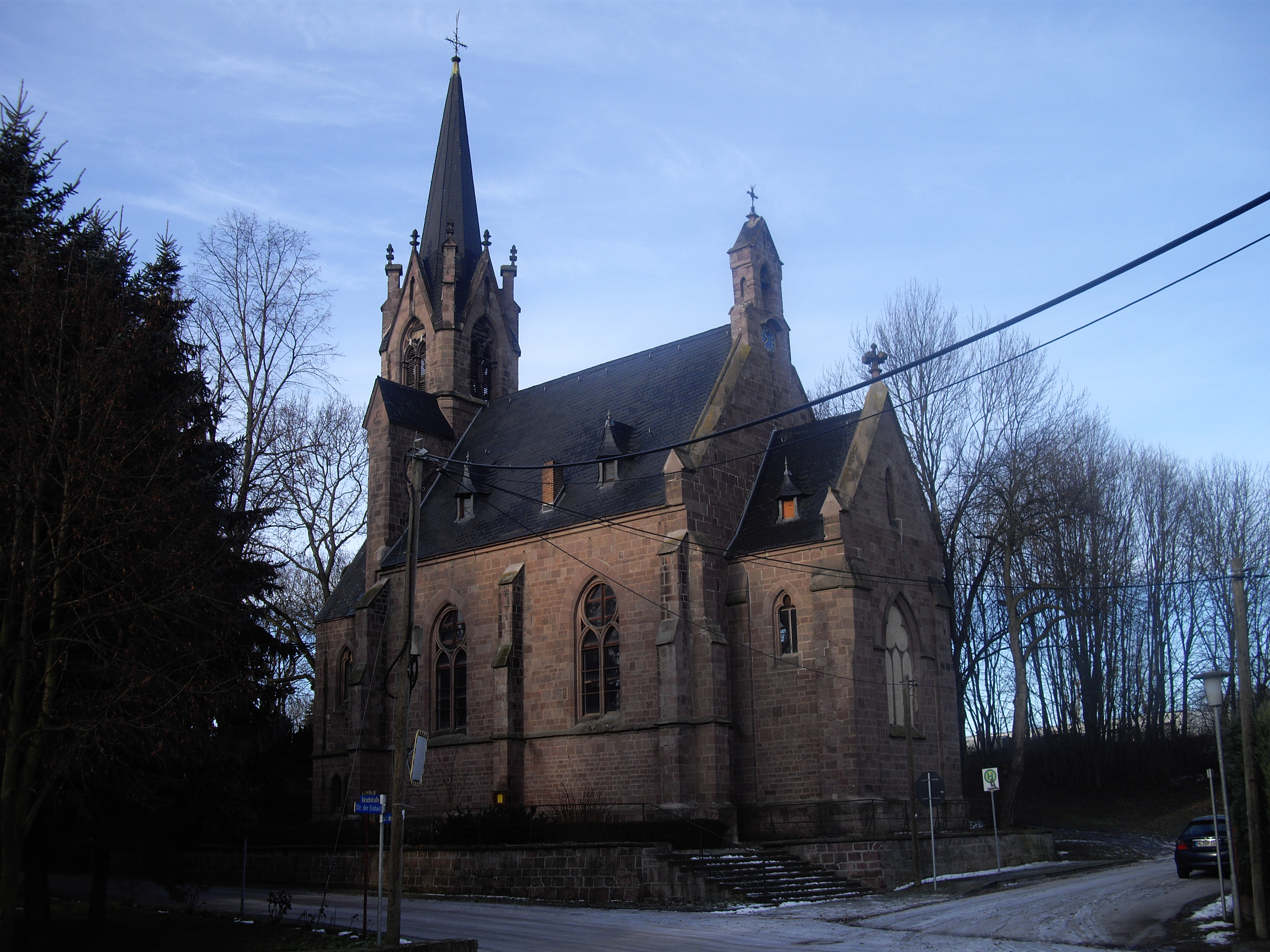
Церковь в Хюбице
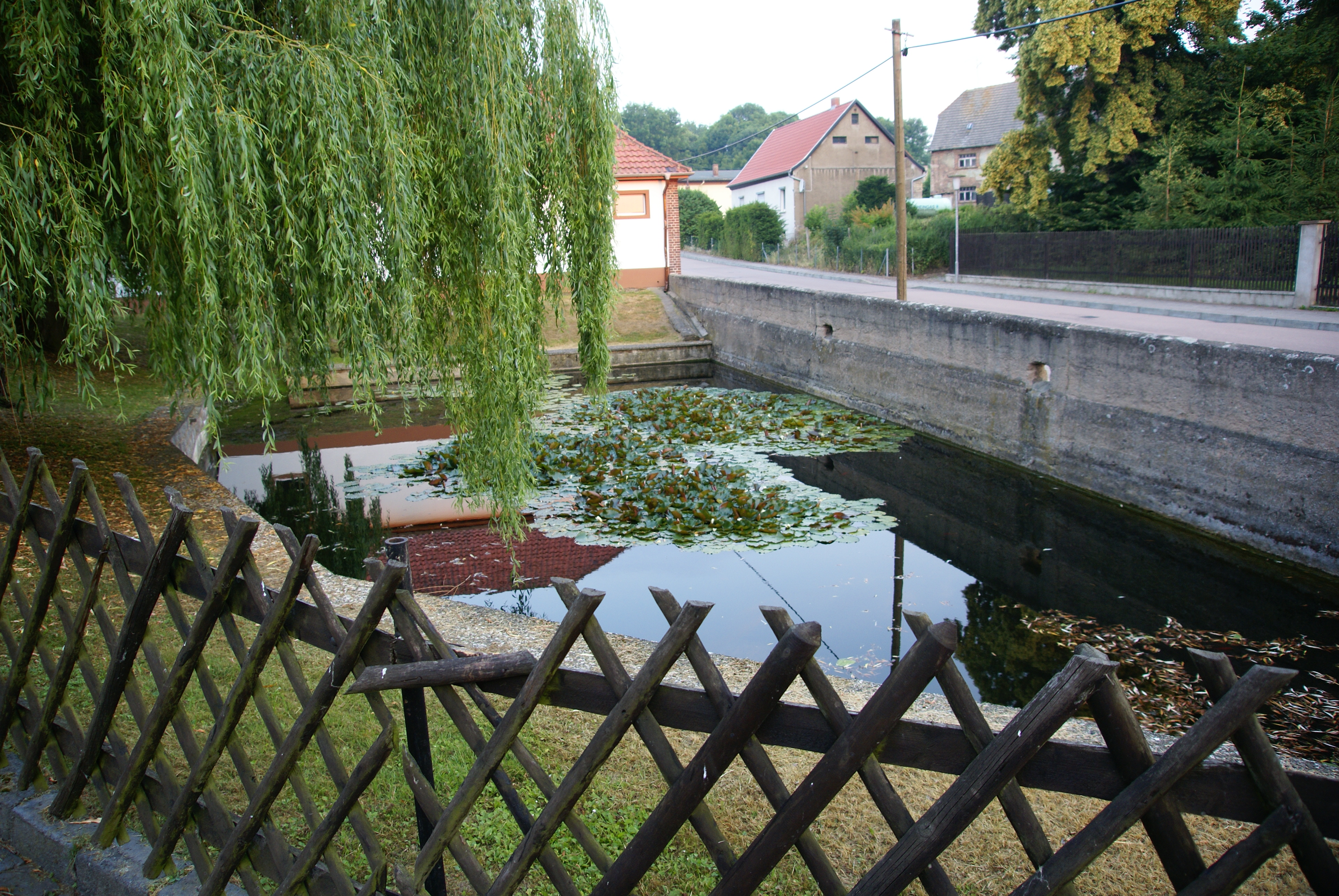
Деревенский пруд
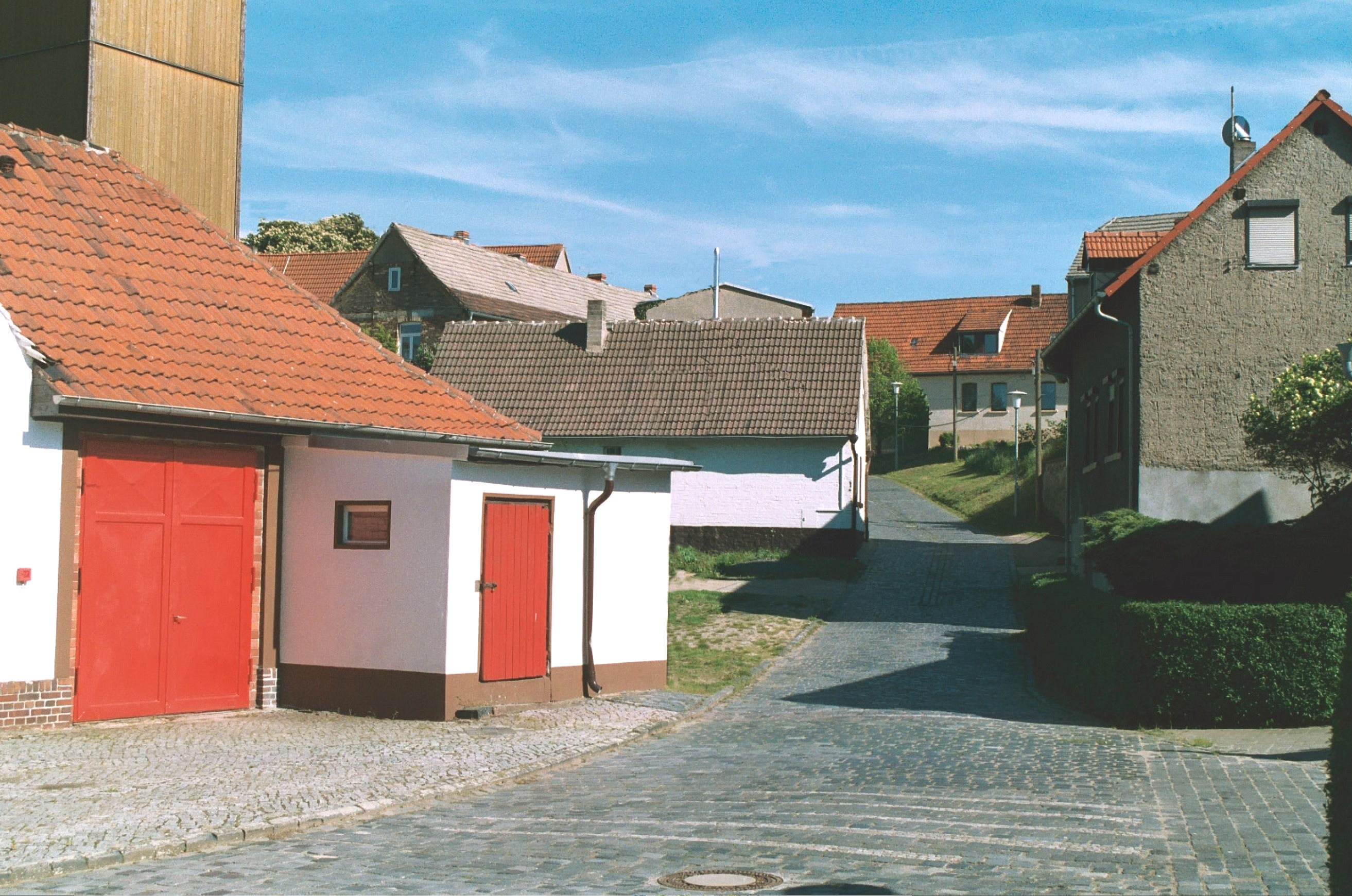
Шуль-штрассе